# Bill Raisch
Carl William Raisch (5 april 1905, North Bergen, New Jersey, Verenigde Staten - 31 juli 1984, Santa Monica, Californië, Verenigde Staten), was een Amerikaanse danser/acteur.
In de jaren dertig werkte hij als danser voor Ziegfeld Follies. In 1945, tijdens de Tweede Wereldoorlog, diende hij in het Amerikaanse leger en verloor hij zijn rechterarm. Hij speelde kleine rollen in verschillende films. Zijn meest memorabele filmrol was in een beroemde gevechtsscène met Kirk Douglas in de Lonely are the Brave (1962). Raisch beroemdste rol was echter in de televisieserie The Fugitive (1963-1967), waarin hij Fred Johnson speelde, de eenarmige man die de echte moordenaar van de vrouw van Richard Kimble was, gespeeld door David Janssen.
Raisch werkte vele jaren als toneelleraar, en had ook een lange professionele relatie met Burt Lancaster als diens stand-in in diverse films.
Raisch stierf aan longkanker in 1984 in Santa Monica, Californië.
- Biblioteca Nacional de España: XX4907172
- Gemeinsame Normdatei: 141129557
- International Standard Name Identifier: 0000 0001 1938 7207
- Library of Congress Control Number: no94017659
- Virtual International Authority File: 107572541
- WorldCat: E39PBJrGtWRKFXFdFfmTMgTrbd